# Bassus transversus
Bassus transversus är en stekelart som beskrevs av Chou och Michael J. Sharkey 1989. Bassus transversus ingår i släktet Bassus och familjen bracksteklar. Inga underarter finns listade.